# Linia kolejowa Resko Północne Wąskotorowe – Skrzydłowo
Linia kolejowa Resko Północne Wąskotorowe – Skrzydłowo – rozebrana wąskotorowa linia kolejowa  łącząca Resko ze Skrzydłowem. Linię oddano do użytku 6 stycznia 1895 roku. Była jednotorowa z rozstawem szyn wynoszącym 1000 mm. W 1961 roku zamknięto linię dla ruchu pasażerskiego a w 1996 także dla ruchu towarowego. Obecnie linia nie istnieje.